# Pontonema ocellatum
Pontonema ocellatum är en rundmaskart som först beskrevs av Hans August Kreis 1932.  Pontonema ocellatum ingår i släktet Pontonema och familjen Oncholaimidae. Inga underarter finns listade i Catalogue of Life.